# کثیر بن عباس
کثیر بن عباس فرزند عبدالمطلب پسر عموی رسول خدا است.
کثیر فرزند العباس، فرزند عبدالمطلب، فرزند هاشم، فرزند عبد مناف، فرزند قصی، است و مادرش ام ولد روم است و او را سبا می‌گویند. کثیر ده ماه قبل از رحلت پیامبر اکرم صلی الله علیه و آله در سال دهم هجری به دنیا آمد.